# Keep on Movin'
Keep on Movin' è un brano musicale della boy band britannica 5ive, estratto come secondo singolo dall'album Invincible. Pubblicato alla fine del 1999, la canzone è diventata il primo singolo al numero uno in Inghilterra del gruppo, ed in generale uno dei loro più grandi successi.
Il video di "Keep on Movin" è stato diretto da Cameron Casey.

## Curiosità
Un brano omonimo fu scritto e pubblicato da Pino Daniele nel 1984. La canzone dei 5ive non ha alcun collegamento con quella del cantautore napoletano.

## Tracce
CD Single
1. Keep On Movin'  3:18
2. Inspector Gadget  2:48

CD-Maxi
1. Keep On Movin'		3:17
2. How Do Ya Feel		3:30
3. Reminiscing		3:19
4. Inspector Gadget		2:49
5. Keep On Movin' (Enhanced CD - Video)

## Classifiche
| Classifiche (1999/2000) | Posizione massima |
| ----------------------- | ----------------- |
| Svizzera                | 36                |
| Paesi Bassi             | 5                 |
| Belgio                  | 6                 |
| Svezia                  | 10                |
| Finlandia               | 6                 |
| Italia                  | 1                 |
| Australia               | 6                 |
| Nuova Zelanda           | 7                 |
| UK                      | 1                 |